# Аэродромная (станция метро)
«Аэродро́мная» (бел. Аэрадро́мная) — станция Зеленолужской линии Минского метрополитена, расположенная на территории бывшего аэропорта «Минск-1» между станциями «Неморшанский сад» и «Ковальская Слобода». Станция была открыта для пассажиров 30 декабря 2024 года. «Аэродромная», как и все остальные станции Зеленолужской линии, оборудована платформенными раздвижными дверьми.

## История строительства

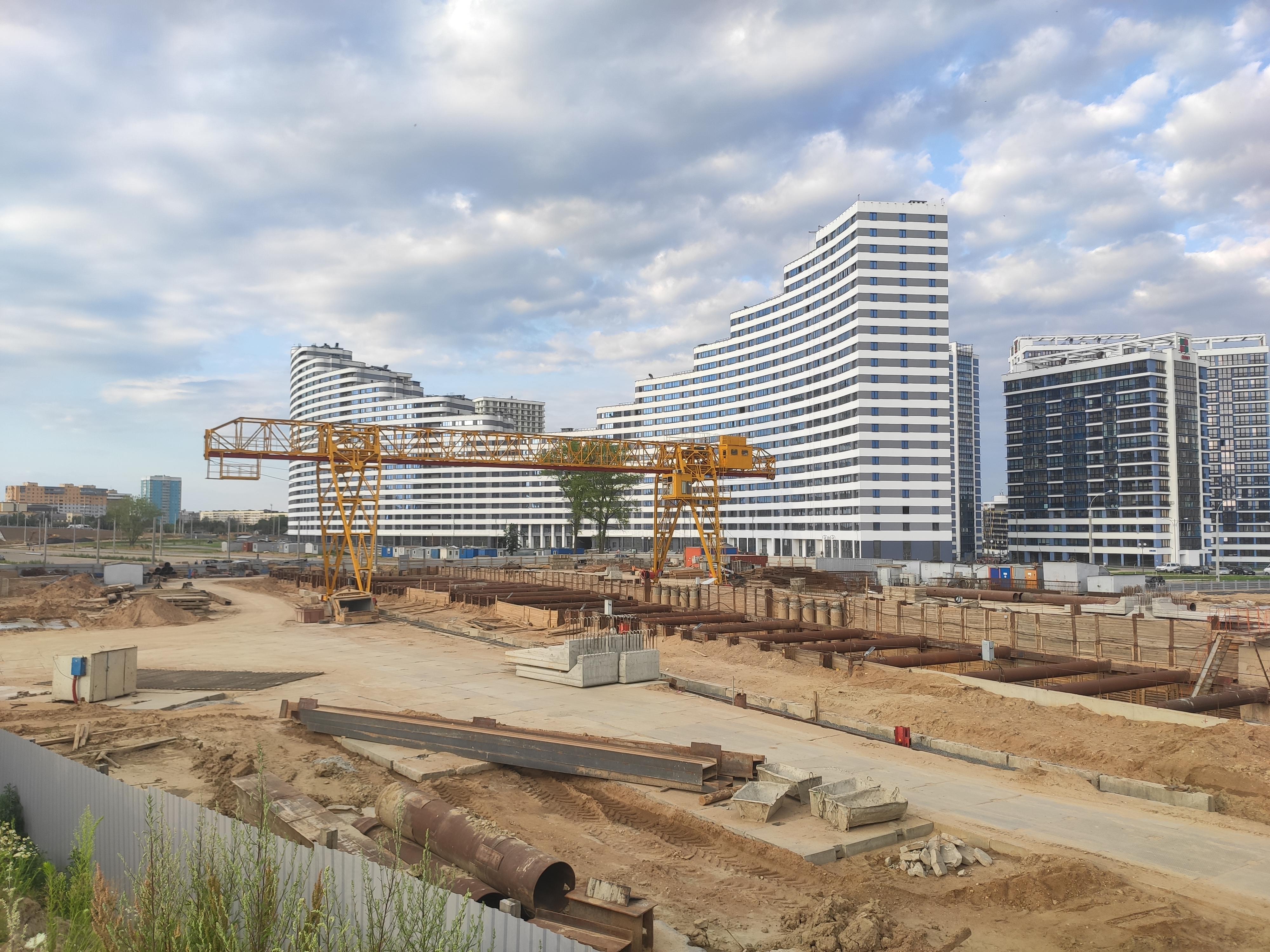
Строительство станции «Аэродромная» в 2020 году

Согласно первоначальным планам, 1-я очередь должна была состоять из семи станций: «Слуцкий гостинец», «Неморшанский сад», «Аэродромная», «Ковальская Слобода», «Вокзальная», «Площадь Франтишка Богушевича» и «Юбилейная площадь» и быть готова к 2018 году, но затем было объявлено, что к 2020 будут построены только 4 станции: «Ковальская Слобода», «Вокзальная», «Площадь Франтишка Богушевича» и «Юбилейная площадь». «Ковальская Слобода» по проектам будет иметь мелкое заложение, а остальные — глубокое (до 20 м, благодаря чему они станут самыми глубокими во всём метрополитене). Но затем все станции строили мелким заложением, с открытым котлованом.   Станции «Аэродромная», «Неморшанский сад» и «Слуцкий гостинец», а также депо планировалось построить в рамках 2-й очереди после 2022 года.
Первые сообщения о проектировании 3-й линии появились ещё в 2008 году, однако только 4 января 2011 года было впервые официально сообщено о планах строительства 3-й линии.
В начале 2012 года жителям столицы было предложено самим дать названия станциям 3-й линии, однако чиновники не прислушались к ним.
10 апреля 2012 года начальник «Дирекции по строительству Минского метрополитена» Павел Царун заявил в интервью «Минскому курьеру», что подготовительные работы для строительства 3-й линии должны начаться во второй половине 2012 года.
7 ноября 2012 года в ряде белорусских СМИ было сообщено, что работы по третьей линии начнутся уже в августе 2013 года.
С августа 2017 года метростроевцы приступили к инженерной подготовке территории станции. С сентября получено разрешение Госстройнадзора для сооружения этого участка.
В марте 2019 года начато строительство станции. 28 октября — на «Аэродромной» продолжают монтировать стеновые блоки и готовят к установке второй козловой кран, который подняли уже 11 ноября.
К январю 2021 года монолитные работы на станции были выполнены на 70 %.
К январю 2022 года начаты отделочные работы в помещениях с технологических оборудованием и облицовка керамогранитом мест общего пользования и вспомогательных помещений.
К августу 2024 года станция была готова на 93 %.
6 ноября 2024 года были завершены почти все строительные работы.
30 декабря 2024 года состоялось торжественное открытие участка «Аэродромная» — «Слуцкий гостинец» с участием Александра Лукашенко.

## Перспективы
На станции «Аэродромная» предусмотрен задел под строительство пересадочного тоннеля на станцию «Минск-Мир» перспективной четвёртой линии Минского метрополитена, которая запланирована кольцевой.